# Elkahna Talbi
Elkahna Talbi est une autrice, comédienne et artiste de spoken word canadiene d’origine tunisienne, née le 25 mars 1979 à Montréal. Elle est aussi connue sous le nom de Queen Ka.

## Biographie
Formée en jeu, diplômée de l'Université Concordia, Elkahna Talbi apparaît très tôt dans les écrans du Québec comme collaboratrice à l'émission de télévision jeunesse Bouledogue Bazar. Après le théâtre et la télévision, elle développe l'alter ego Queen Ka avec lequel elle participe à des compétitions de slam et présente quatre spectacles de spoken word, Délîrïüm (2010), Ceci n’est pas du slam (2013), Chrysalides (2015) et Si je reste (2020). Elle fait la première partie de Grand Corps Malade lors de certaines de ses tournées au Québec. Talbi a publié deux recueils de poèmes qui connaissent un succès à la fois public et critique, en plus de se retrouver au programme d'étude de nombreuses écoles. En 2022, elle est invitée d'honneur du Salon du livre de Trois-Rivières. Talbi est une collaboratrice régulière des émissions de radio Dessine-moi un dimanche et Plus on est de fous, plus on lit!, ainsi que pour Culturama animé par Chantal Lamarre ou L'heure est grave. Talbi joue également dans Fol ouvrage (Torcher des paillettes), un spectacle de poésie écrit à quatre mains avec Amélie Prévost, morceau «festif et réflexif qui offre une littérature orale décomplexée jouant sur la mince ligne qui sépare le théâtre de la poésie», qui doit tourner au Québec jusqu'en 2023.
Elle parle français, anglais et arabe tunisien.

### Poésie
- Queen Ka sur papier, Montréal, Somme toute, 2023
- Pomme Grenade, Montréal, Mémoire d'encrier, 2021[2],[3]
- Moi, figuier sous la neige, Montréal, Mémoire d'encrier, 2018[4]

### Ouvrages collectifs
- Libérer la colère, Montréal, Éditions du remue-ménage, 2018
- Pulpe, Montréal, Québec Amérique, 2017
- Le Cœur-Réflexe, Montréal, Possibles Éditions, 2017

## Discographie
- Amoureuses des mots, Un hommage à Aznavour, Musinfo, 2021
- La Renarde, sur les traces de Pauline Julie, Spectra, 2019
- Les éclats dépareillés, La Meute, 2014[5]
- Arometis, Vision Diversité, 2011

## Filmographie

### Cinéma
- Je me soulève : Elkahna Talbi[6]
- À tous ceux qui ne me lisent pas : Queen Ka
- Tendresse tendresse : Maya
- Montréal la blanche : Aïcha

### Série télévisée
- Dors avec moi : Nadia
- Les Mutants : Dahlia Laverdure
- Mammouth V : Lanaudière
- Survivre à ses enfants : Eva
- Appelle-moi si tu meurs : Kalila
- Les Simone : Tanya
- L'Œil du cyclone : Surveillante

### Émissions télévisées
- 2023- : La vie est un carnaval : Collaboratrice
- 2022- : Culturama : Collaboratrice

## Théâtre
- 2022: Pétrole
- 2019: Je me soulève
- 2019: Home Dépôt
- 2015: Trois
- 2015: Collection printemps-été
- 2012: II (deux)
- 2011: Iceberg sunshine
- 2009: Maldoror Paysage
- 2009: Bang Bang Love
- 2008: Temps de nuit

## Mise en scène
- 2023: Incendies, une pièce de Wajdi Mouawad
- 2018: Lydia Képinski - lancement d'album